# Pentro di Isernia
Pentro di Isernia DOC oder kurz Pentro sind trockene italienische Rot-, Rosé- und Weißweine aus der Provinz Isernia in der Region Molise. Der Name Pentro leitet sich vom antiken Volksstamm der Pentrer, einem Teil der Samniten ab, der einst in dieser Gegend lebte. Die Weine besitzen seit dem 17. Mai 1983 den Status einer „kontrollierten Herkunftsbezeichnung“ (Denominazione di origine controllata – DOC), die zuletzt am 7. März 2014 aktualisiert wurde.

## Anbau
Der Anbau und die Vinifikation der Weine ist gestattet in folgenden Gemeinden der Provinz Isernia:
Agnone, Belmonte del Sannio, Castelverrino, Colli a Volturno, Fornelli, die namensgebende Gemeinde Isernia, Longano, Macchia d’Isernia, Montaquila, Monteroduni, Pesche, Pietrabbondante, Poggio Sannita, Pozzilli, Sant’Agapito und Venafro. Die Rebflächen befinden sich in den Hügellagen der Täler des Berrino und Volturno auf einer Höhe von maximal 500 bis 600 m s.l.m.

## Erzeugung
Folgende Rebsorten-Zusammensetzung ist vorgeschrieben:
- Pentro di Isernia Rosso und Rosato müssen zu mindestens 75–80 % aus der Rebsorte Montepulciano bestehen, die Rebsorte Tintilia muss zu mindestens 20–25 % enthalten sein und höchstens 5 % andere rote Rebsorten, die für den Anbau in der Region Molise zugelassen sind, dürfen zugesetzt werden.

- Pentro di Isernia Bianco oder Pentro Bianco: muss zu mindestens 80 % aus der Rebsorte Falanghina bestehen und 15–20 % Trebbiano toscano enthalten. Höchstens 5 % andere weiße Rebsorten, die für den Anbau in der Region Molise zugelassen sind, dürfen zugesetzt werden.

## Beschreibung
Laut Denomination (Auszug):

### Pentro di Isernia Rosso
- Farbe: mehr oder weniger intensiv rubinrot
- Geruch: angenehm, charakteristisch
- Geschmack: trocken, harmonisch, samtig und leicht tanninhaltig
- Alkoholgehalt: mindestens 11,0 Vol.-%, für „Riserva“ 12,5 Vol.-%
- Säuregehalt: mind. 4,5 g/l, für „Riserva“ 5 g/l
- Trockenextrakt: mind. 24,0 g/l, für „Riserva“ 25 g/l

### Pentro di Isernia Bianco
- Farbe: strohgelb mit grünlichen Reflexen
- Geruch: zart, charakteristisch, mehr oder weniger aromatisch
- Geschmack: trocken, intensiv, eher frisch und harmonisch
- Alkoholgehalt: mindestens 10,5 Vol.-%
- Säuregehalt: mind. 6,0 g/l
- Trockenextrakt: mind. 16,0 g/l